# ريغي ليتش
ريغي ليتش (بالإنجليزية: Reggie Leach)‏ هو لاعب هوكي الجليد أسترالي، ولد في 23 أبريل 1950 في Riverton, South Australia ‏ في أستراليا.

## وصلات خارجية
- ريغي ليتش على موقع دوري الهوكي الوطني (الإنجليزية)
- ريغي ليتش على موقع قاعة مشاهير الهوكي (لاعب أن.إتش.أل) (الإنجليزية)
- ريغي ليتش على موقع EliteProspects.com (الإنجليزية)
- ريغي ليتش على موقع HockeyDB.com (الإنجليزية)
- ريغي ليتش على موقع Hockey-Reference.com (الإنجليزية)
- ريغي ليتش على موقع قاعة مانيتوبا للمشاهير الرياضية (الإنجليزية)